# Tre variazioni della vita
Tre variazioni della vita (Trois versions de la vie) è un'opera teatrale della drammaturga francese Yasmina Reza, esordita a Vienna nel 2000.

## Trama
L'astrofisico Henri e la moglie Sonia, un avvocato finanziario, invitato a casa il professor Hubert Finidori e sua moglie Inès per un aperitivo. Henri scrive da tempo un articolo sulla materia oscura, ma per farlo ha bisogno dell'approvazione e dell'aiuto di Hubert. Ma mentre i quattro consumano l'aperitivo, continuamente interrotti dal piagnisteo del figlio di Henri, il professor Hubert rivela che un altro ricercatore sta per pubblicare un articolo sullo stesso argomento, mandando in frantumi le speranze del padrone di casa. La patina di cortesia tra padroni di casa e ospiti si sgretola rapidamente e i quattro cominciano a litigare tra loro, rivelando e rinfacciando colpe e risentimenti covati da anni. La trama viene ripercorsa tre volte e ciascuna delle tre versioni racconta la stessa storia, con molte somiglianze ma anche sostanziali differenze, secondo il punto di vista dei diversi personaggi, sconvolgendo la sequenza degli eventi, le reazioni dei personaggi e le relazioni tra di loro.

## Storia delle rappresentazioni
Dopo il debutto all'Akadermietheater di Vienna, la pièce è stata messa in scena in inglese, tradotta da Christopher Hampton, al Royal National Theatre di Londra con il titolo Life x 3. Matthew Warchus curava la regia ed il cast era composto da Mark Rylance (Herni), Harriet Walter (Sonia), Imelda Staunton (Inès) ed Oliver Cotton (Hubert); il dramma ricevette recensioni positive e fu immediatamente trasferito all'Old Vic al termine delle rappresentazioni nella sala Lyttelton del National Theatre. Life x 3 fu candidato al Laurence Olivier Award alla migliore nuova opera teatrale e Harriet Walter al premio per la migliore attrice protagonista.
Nel 2001 la pièce debuttò in Italia al Teatro dell'Aquila di Fermo, prima di partire per una tournée nazionale. Piero Maccarinelli curava la regia, mentre Mariangela Melato (Sonia), Giancarlo Previati (Henri), Ugo Maria Morosi (Hubert Finidori) e Valentina Sperlì (Inès Finidori) componevano il cast. La prima francese avvenne l'anno successivo al Théâtre Antoine-Simone-Berriau di Parigi, il 7 novembre 2001, con la regia di Patrice Kerbrat e un cast che comprendeva Richard Berry (Henri), Catherine Frot (Sonia), Stéphane Freiss (Hubert) e la stessa Yasmina Reza (Inès).
La traduzione di Hampton, sempre intitolata Life x 3 fece il suo debutto a Broadway il 31 marzo 2003 e rimase in cartellone al Circle in the Square Theatre per 102 repliche fino al 29 giugno. Matthew Warchus tornò a curare la regia, mentre i quattro protagonista - ora con nomi anglicizzati - erano interpretati da John Turturro (Henry), Helen Hunt (Sonia), Linda Emond (Inez) e Brent Spiner (Hubert). Particolarmente apprezzata fu l'interpretazione di Emond nel ruolo della moglie del professore, per cui fu candidata al Tony Award alla miglior attrice non protagonista in un'opera teatrale.